# Palais Reenstiern

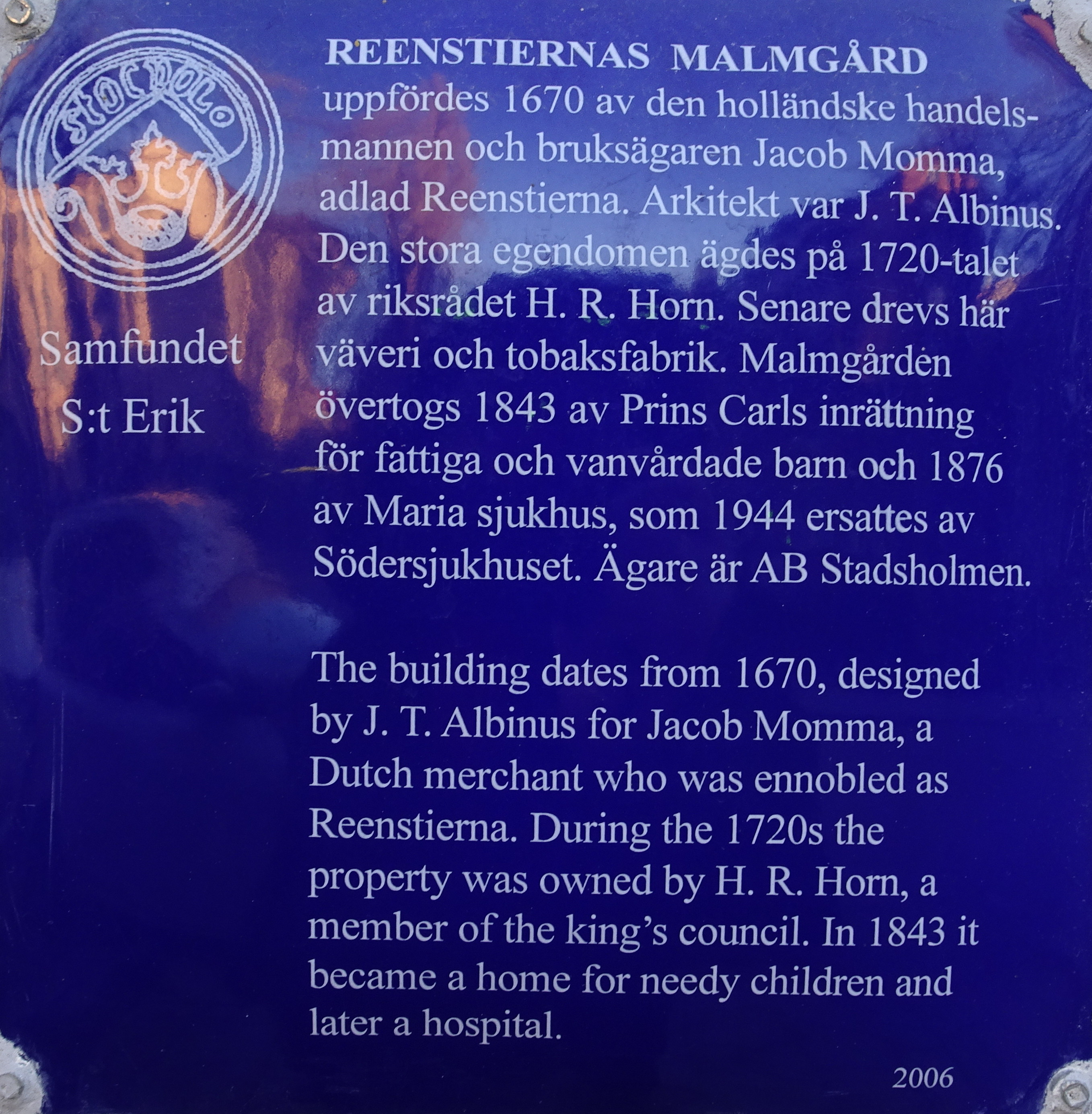
Plaque commémorative.

Le palais Reenstiern (en suédois : Reenstiernska palatset) est un édifice du quartier de Södermalm à Stockholm en Suède.

## Présentation
Le palais construit dans les années 1660 est situé à l'adresse Wollmar Yxkullsgatan 23 du quartier de Södermalm.
L'extérieur conserve une grande partie de son aspect d'origine et constitue un bon exemple de la manière dont les immigrants néerlandais ont influencé l'architecture de Stockholm.
La propriété Tömmen 1 appartient et est gérée par l'entreprise municipale AB Stadsholmen.
L'édifice est labellisé bleu par le Musée municipal de Stockholm, ce qui signifie « que le bâtiment est considéré comme ayant des valeurs culturelles et historiques exceptionnellement élevées ».

## Histoire
Le bâtiment a été construit à la fin des années 1660 dans le style du palladianisme hollandais selon les dessins de l'architecte Johan Tobias Albinus pour le compte du marchand Jakob Momma (nom noble Reenstierna).
L'extérieur du bâtiment est caractérisé par des façades divisées par des pilastres et pourvues d'embellissements décoratifs tels que des festons en plâtre sous les fenêtres de l'étage supérieur.
Dans le champ au-dessus de la façade d'entrée, le feston est complété par une couronne et un visage.
Le terrain de Momma Reenstierna équivalait à près de deux acres (soir environ 10 000 m²) et était l'un des plus grands de Södermalm.
Dans le cadastre occidental de Holm de 1679, « Her Jacob Reenstiernas Tompt » apparaît dans le quartier de Suggan, qui s'étendait sur 246 aulnes (un peu plus de 145 mètres) le long de ce qui était alors Sankt Göransgatan (aujourd'hui Wollmar Yxkullsgatan).
La propriété comprenait un grand jardin et un parc qui ont été aménagés en même temps que la construction de la maison en pierre.
Après la mort de Jacob Momma en 1678, le lieu fut hérité par ses fils qui en furent les propriétaires jusqu'en 1698.
Après cela, le manoir passa entre de nombreuses mains différentes.
L'un des propriétaires était le comte Rudolph Horn von Rantzien, c'est pourquoi le palais était également appelé le palais Horn ou la maison Horn.
Au milieu du XVIIIème siècle, le bâtiment principal fut complété par deux ailes et un bâtiment d'usine de tissage fut érigé sur le site juste à l'est du palais.
À cette époque, il y avait 81 arbres fruitiers, 18 sapins taillés et une grande superficie d'arbustes à baies. En 1770, une orangerie fut ajoutée, ainsi que des écuries, une remise à voitures, une étable à bétail, une mangeoire et plusieurs bâtiments résidentiels plus petits.
En 1734, la première église libre de Suède, la Philadelphia Society, fut fondée. Cette congrégation libre avait ses locaux dans le bâtiment et les membres de la congrégation y vivaient également.
Vers 1800, la propriété appartenait au fabricant de vêtements Jacob Jacobson Hoving.
Un petit vestige de ce jardin est aujourd'hui le parc Jakob Momma.
À partir de 1841, la maison abrita l'institution éducative du prince Carl pour les enfants pauvres, une fondation qui prenait soin des orphelins. Comme le montrent les dessins de 1846, la Fondation a fait reconstruire et agrandir le bâtiment de l'usine pour ses opérations. Ici, entre autres, furent aménagés des chambres pour 100 « garçons », des salles de jeux, des logements pour les gardiens, des cuisines et des salles de classe, ainsi que des ateliers pour les tailleurs, les forgerons, les cordonniers et les charpentiers.

## L'hôpital Maria
Après 1871, le palais devient un hôpital provisoire. En 1874, l'ensemble de la propriété Reenstierna avec les adresses Wollmar Yxkullsgatan 21, 23, 25 et 27 a été acheté par le Conseil de santé de la ville de Stockholm dans le cadre d'une transformation du système hospitalier de Stockholm.
Deux ans plus tard, l'hôpital Maria a ouvert ses portes avec 125 lits dans l'ancien bâtiment de l'usine qui avait été transformé pour les opérations hospitalières.
En 1882, la maternité provisoire devint permanente sous le nom de Södra barnbördshuset ou Södra BB, qui n'était pas située dans le bâtiment du palais mais plus à l'ouest sur la propriété Momma-Reenstiernska avec l'adresse Wollmar Yxkullsgatan 27.
La formation des sages-femmes était effectuée dans le bâtiment principal, « Palatset ». Dans ce contexte, le palais a été agrandi et reconstruit, avec notamment un nouvel escalier vers la cour entre les ailes courtes d'origine, et le grenier a été aménagé.
Lorsque le Södersjukhuset a été inauguré en 1944, les services médicaux de l'hôpital Maria ont été fermés. Le Södra BB est resté en activité jusqu'en 1969. Après cela, le bâtiment a été utilisé pour diverses activités telles qu'une école d'infirmières et des locaux pour les activités sociales de la ville, notamment des services de conseil aux jeunes réfugiés.
En 2004, AB Stadsholmen a repris la propriété de la ville.

## Galerie

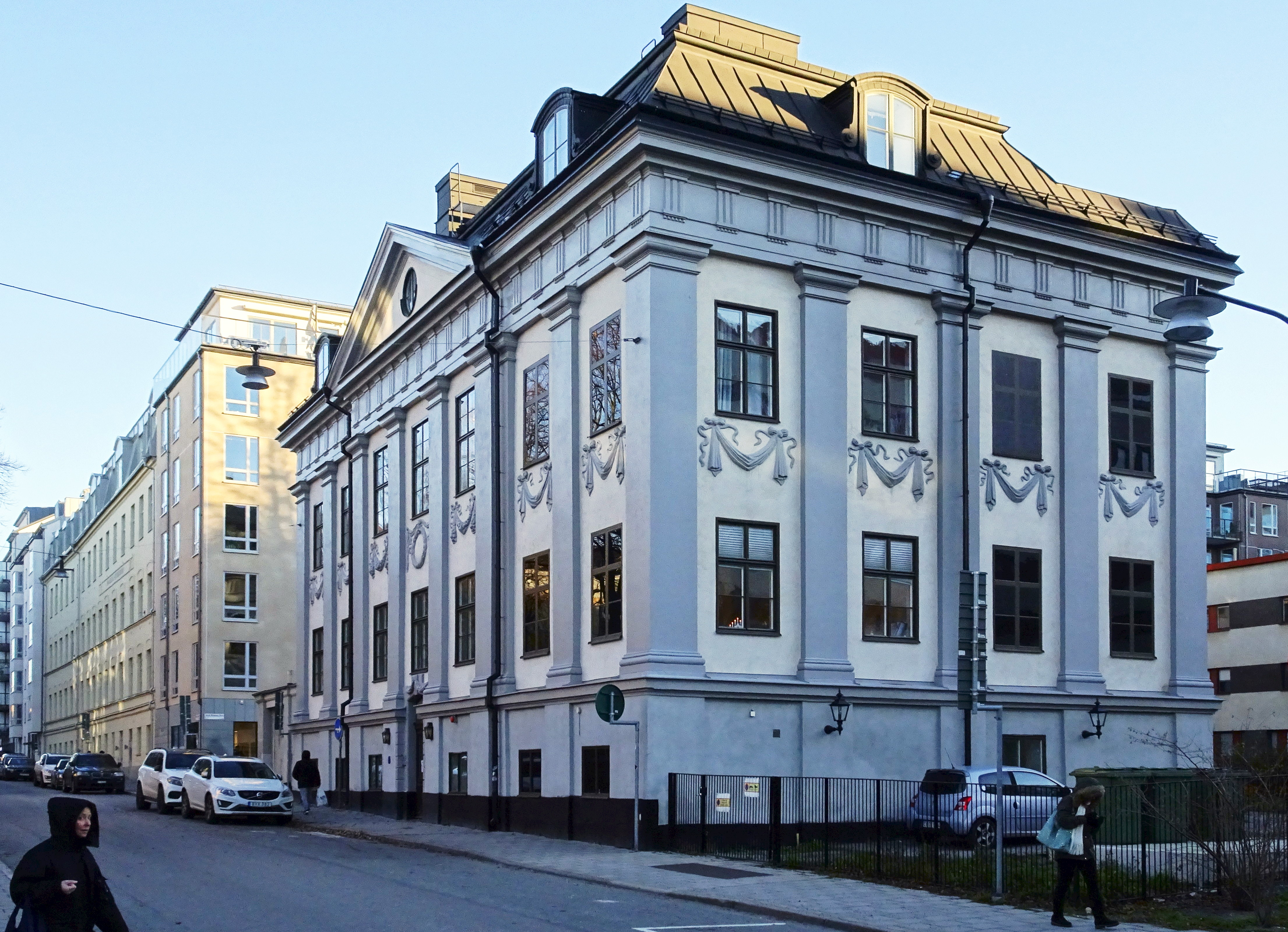
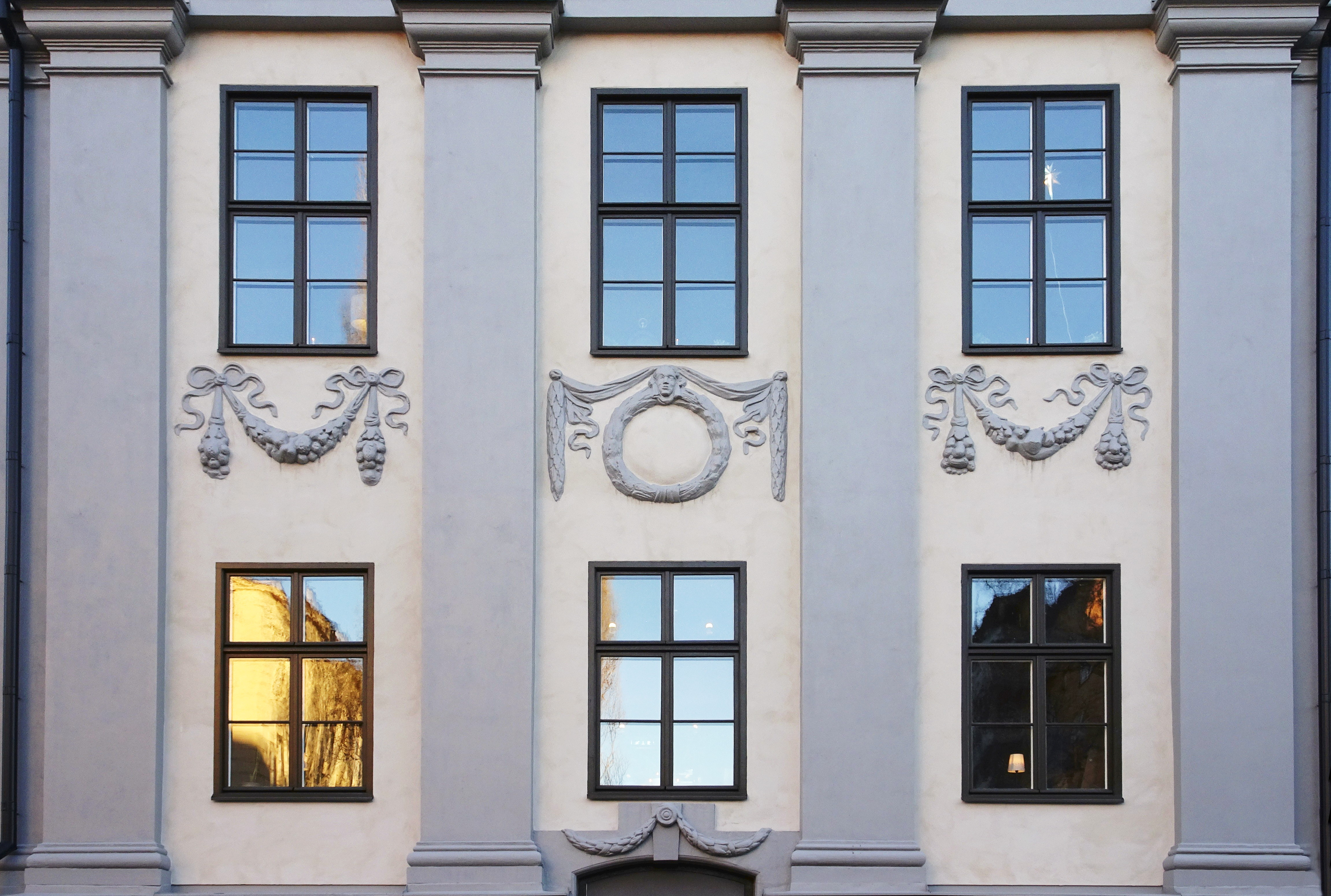
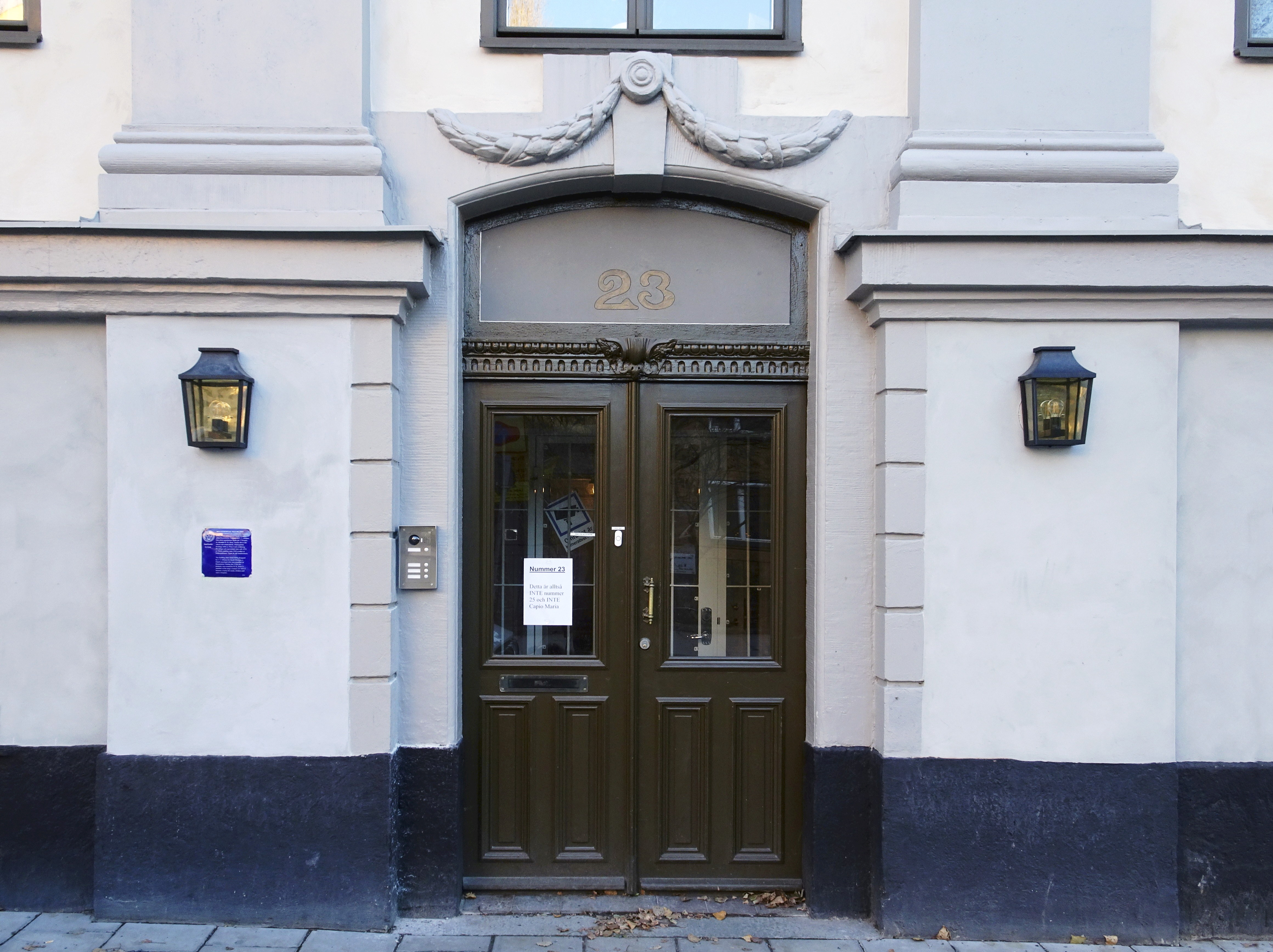
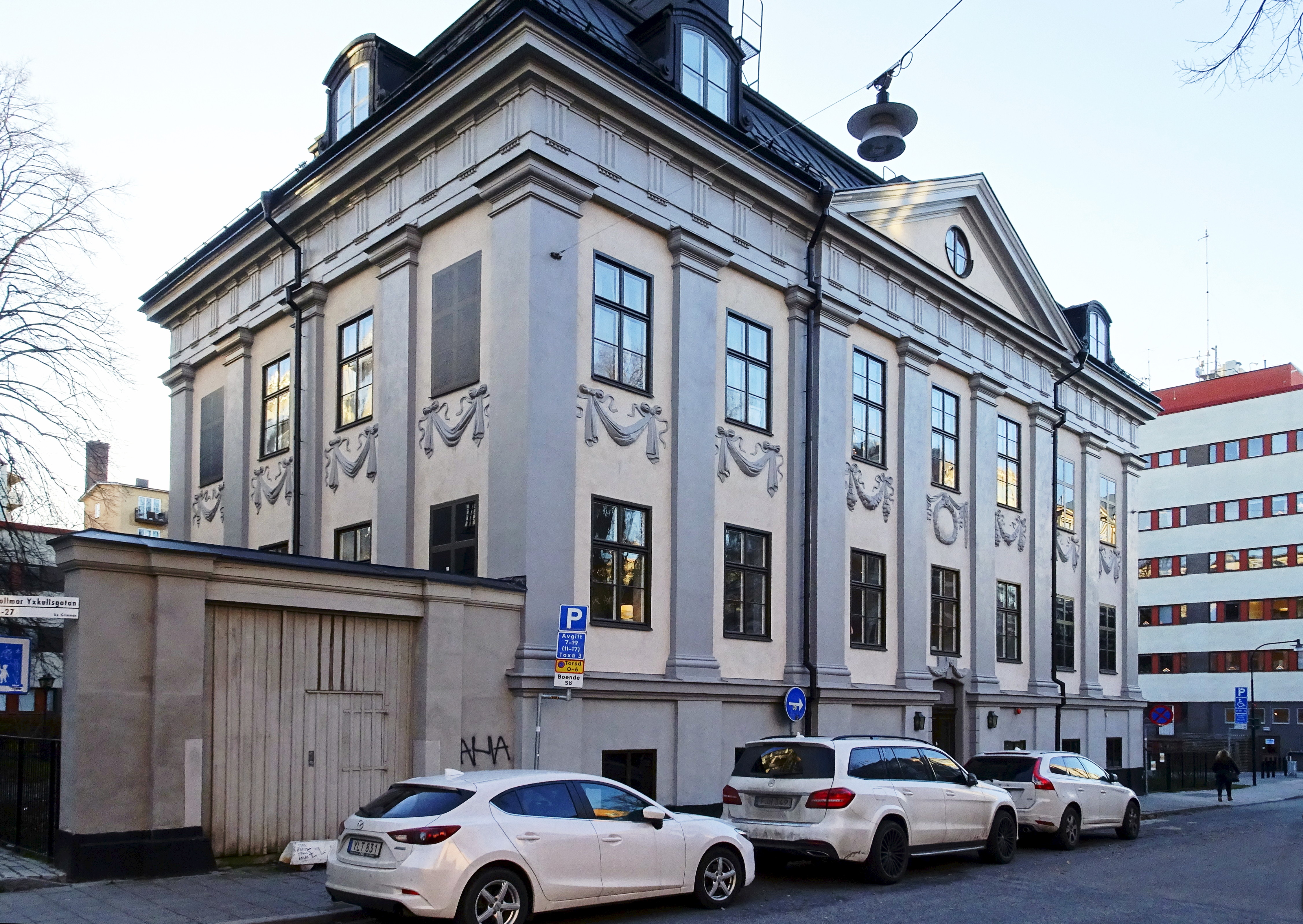